# تپه و گورستان کوچک
تپه و قبرستان کوچک مربوط به دوره سده‌های اولیه دوران‌های تاریخی پس از اسلام است و در شهرستان مشگین‌شهر، بخش مشکین شرقی، دهستان قره سو، روستای چپقان واقع شده و این اثر در تاریخ ۲۸ شهریور ۱۳۸۶ با شمارهٔ ثبت ۱۹۷۳۶ به‌عنوان یکی از آثار ملی ایران به ثبت رسیده است.